# Pyramica morisitai
Pyramica morisitai är en myrart som först beskrevs av Kazuo Ogata och Keiichi Onoyama 1998.  Pyramica morisitai ingår i släktet Pyramica och familjen myror. Inga underarter finns listade i Catalogue of Life.